# Пулодзода, Маруф
Маруф Пулодзода (род. 6 июля 1967, Аштский район, Ленинабадская область, Таджикская ССР, СССР) — таджикский киноактёр. Член гильдии актеров Франции.

## Биография
Окончил Душанбинский педагогический институт им. Т. Шевченко (1992). Снимается в кино с 2002 года, в основном в фильмах своего брата — кинорежиссера Джамшеда Усманова.

## Фильмография
Исполнитель ролей в художественных фильмах: «Ангел правого плеча», «Чтобы попасть в рай, нужно умереть», «Роман моей жены». Исполнительный продюсер игрового фильма «Чтобы попасть в рай, нужно умереть» (2006).